# 福島県道263号下渋佐南新田線
福島県道263号下渋佐南新田線（ふくしまけんどう263ごう しもしぶさみなみしんでんせん）は、福島県南相馬市を通る一般県道である。

## 路線概要
- 起点：南相馬市原町区下渋佐字大身
- 終点：南相馬市原町区高見町一丁目
- 総延長：3.731km[1]
  - 実延長：3.710㎞
- 路線認定年月日：1959年8月31日[2]

## 通過する自治体
- 南相馬市

## 接続・交差する道路
- 福島県道260号北泉小高線（原町区下渋佐字仲西）
- 国道6号・福島県道12号原町川俣線（原町区高見町一丁目（高見町交差点） 終点）

## 沿線
- 南相馬警察署
- 相馬地方広域消防本部
- 南相馬市立総合病院